# Turn- und Spielvereinigung Koblenz 1911
Il Turn- und Spielvereinigung Koblenz 1911 e.V., abbreviato TuS Koblenz (italiano: TuS Coblenza) è una società calcistica tedesca con sede a Coblenza, città della Renania-Palatinato. Milita nell'Oberliga Rheinland-Pfalz/Saar, uno dei gironi che compongono la quinta serie del calcio tedesco.

## Storia
Il club viene fondato come TuS Neuendorf nel 1911, e durante il nazismo gioca nella Gauliga Mittelrhein. Questa viene però ulteriormente divisa nel 1941 e la squadra, nella quale militano anche Josef Gauchel, Karl Adam e Jakob Miltz viene così aggregata alla Moselland. Il club ottiene due vittorie in questo campionato, nel 1943 e nel 1944; in questi due anni partecipa quindi al campionato nazionale, ma il cammino nella competizione è però breve.
Nel dopoguerra il Neuendorf gioca nell'Oberliga Südwest, e nel 1948 raggiunge le semifinali nazionali, dove viene però sconfitto per 5-1 dal Kaiserslautern. In seguito la squadra ottiene dei piazzamenti al vertice della graduatoria, divenendo cioè vicecampione nel 1952, nel 1953 e nel 1956. Dopo questa prima fase, però, i risultati calano rapidamente: il club trascorre gli ultimi anni del campionato nella metà inferiore della graduatoria, e passa anche un anno in seconda divisione.
Nel 1963 nasce infatti in Germania Ovest un nuovo torneo, la Bundesliga, ma il Neuendorf non partecipa alla prima edizione. Viene invece ammesso ad uno dei gironi dell'allora seconda serie, la Regionalliga Südwest, e qui ottiene due secondi posti, nel 1968 e nel 1969; ha così la possibilità di giocarsi per due volte la promozione in Bundesliga, che tuttavia sfugge. Nel 1974 nasce invece la Zweite Bundesliga, ma anche questa volta alla squadra non riesce l'accesso, e si ritrova così a giocare in terza divisione. Rimane in questo campionato fino al 1981, quando viene retrocessa nei livelli inferiori; intanto però, nel 1982 il club assume l'attuale denominazione, TuS Coblenza.
La squadra torna nel 1994 in quarta serie, l'Oberliga Südwest, e vi rimane per dieci anni. Gioca poi per la prima volta in Zweite Bundesliga nella stagione 2006-2007, retrocedendo nel 2010. Già due anni dopo è però nuovamente al quarto livello, e scende al quinto nel 2015.

## Calciatori
- Oliver Straube 2004-2005

## Palmarès

### Competizioni regionali
- Gauliga Moselland: 2

1942-1943, 1943-1944

### Altri piazzamenti
- Campionato tedesco:

Semifinalista: 1947-1948
- Oberliga Südwest:

Secondo posto: 1951-1952, 1952-1953, 1955-1956

## Organico

### Rosa 2014-2015
Rosa aggiornata al 5 novembre 2014
| N. |                                 | Ruolo | Calciatore       |
| -- | ------------------------------- | ----- | ---------------- |
| 1  | Germania (bandiera)             | P     | Fabrice Vollborn |
| 2  | Germania (bandiera)             | D     | Giuliano Masala  |
| 3  | Germania (bandiera)             | D     | Marcus Fritsch   |
| 4  | Germania (bandiera)             | D     | Sven Wurm        |
| 6  | Germania (bandiera)             | C     | Johannes Göderz  |
| 7  | Bosnia ed Erzegovina (bandiera) | C     | Eldin Hadžić     |
| 8  | Germania (bandiera)             | C     | Michael Stahl    |
| 10 | Bosnia ed Erzegovina (bandiera) | C     | Anel Dzaka       |
| 11 | Germania (bandiera)             | C     | Kevin Steuke     |
| 13 | Germania (bandiera)             | C     | Joshua Marx      |
| 14 | Germania (bandiera)             | A     | Fabian Montabell |
| 15 | Germania (bandiera)             | D     | Daniel Reith     |
| 16 | Germania (bandiera)             | D     | André Marx       |
| 18 | Germania (bandiera)             | C     | Christian Luitz  |

| N. |                     | Ruolo | Calciatore         |
| -- | ------------------- | ----- | ------------------ |
| 19 | Giappone (bandiera) | C     | Akiyoshi Saito     |
| 20 | Germania (bandiera) | A     | Danko Bošković     |
| 21 | Germania (bandiera) | C     | Tobias Jakobs      |
| 22 | Germania (bandiera) | A     | Carlos Penan       |
| 23 | Germania (bandiera) | D     | Kerim Arslan       |
| 24 | Germania (bandiera) | A     | Julius Duchscherer |
| 25 | Croazia (bandiera)  | P     | Igor Luketic       |
| 26 | Giappone (bandiera) | D     | Masahiro Oshima    |
| 27 | Germania (bandiera) | C     | Dustin Ernst       |
| 29 | Germania (bandiera) | D     | Samir Benamar      |
| 30 | Germania (bandiera) | D     | Luca Wolf          |
| 31 | Germania (bandiera) | D     | Dominik Schmidt    |
| 33 | Germania (bandiera) | P     | Darius Motazed     |
| 38 | Germania (bandiera) | D     | Can Inal           |

### Rosa
| N. |                      | Ruolo | Calciatore         |
| -- | -------------------- | ----- | ------------------ |
| 3  | Germania (bandiera)  | D     | Patrick Nonnenmann |
| 4  | Germania (bandiera)  | D     | Lukas Klappert     |
| 5  | Germania (bandiera)  | D     | Eike Mund          |
| 6  | Germania (bandiera)  | C     | Johannes Göderz    |
| 7  | Germania (bandiera)  | D     | Stefan Haben       |
| 8  | Germania (bandiera)  | C     | Jura Gros          |
| 9  | Germania (bandiera)  | A     | Jan Hawel          |
| 10 | Germania (bandiera)  | C     | Tobias Bauer       |
| 11 | Germania (bandiera)  | A     | Thomas Klasen      |
| 12 | Brasile (bandiera)   | C     | Mineiro            |
| 13 | Germania (bandiera)  | C     | Paul Lauer         |
| 14 | Australia (bandiera) | D     | Mike Urwin         |
| 15 | Germania (bandiera)  | P     | Kevin Birk         |

| N. |                          | Ruolo | Calciatore        |
| -- | ------------------------ | ----- | ----------------- |
| 17 | Germania (bandiera)      | D     | Philipp Langen    |
| 18 | Corea del Sud (bandiera) | C     | Jung-Hun Kim      |
| 19 | Germania (bandiera)      | A     | Maximilian Acquah |
| 21 | Giappone (bandiera)      | C     | Tokio Nakai       |
| 22 | Germania (bandiera)      | C     | Thomas Gentner    |
| 23 | Germania (bandiera)      | C     | Kerim Arslan      |
| 24 | Italia (bandiera)        | D     | Angelo Barletta   |
| 25 | Germania (bandiera)      | P     | Kadir Yalçin      |
| 28 | Germania (bandiera)      | C     | Michael Stahl     |
| 30 | Germania (bandiera)      | P     | Jan Kramer        |
| 35 | Giappone (bandiera)      | C     | Kohki Kazamas     |
| 36 | Germania (bandiera)      | A     | Sören Klappert    |
|    | Croazia (bandiera)       | A     | Tino Lagator      |